# Naparstek

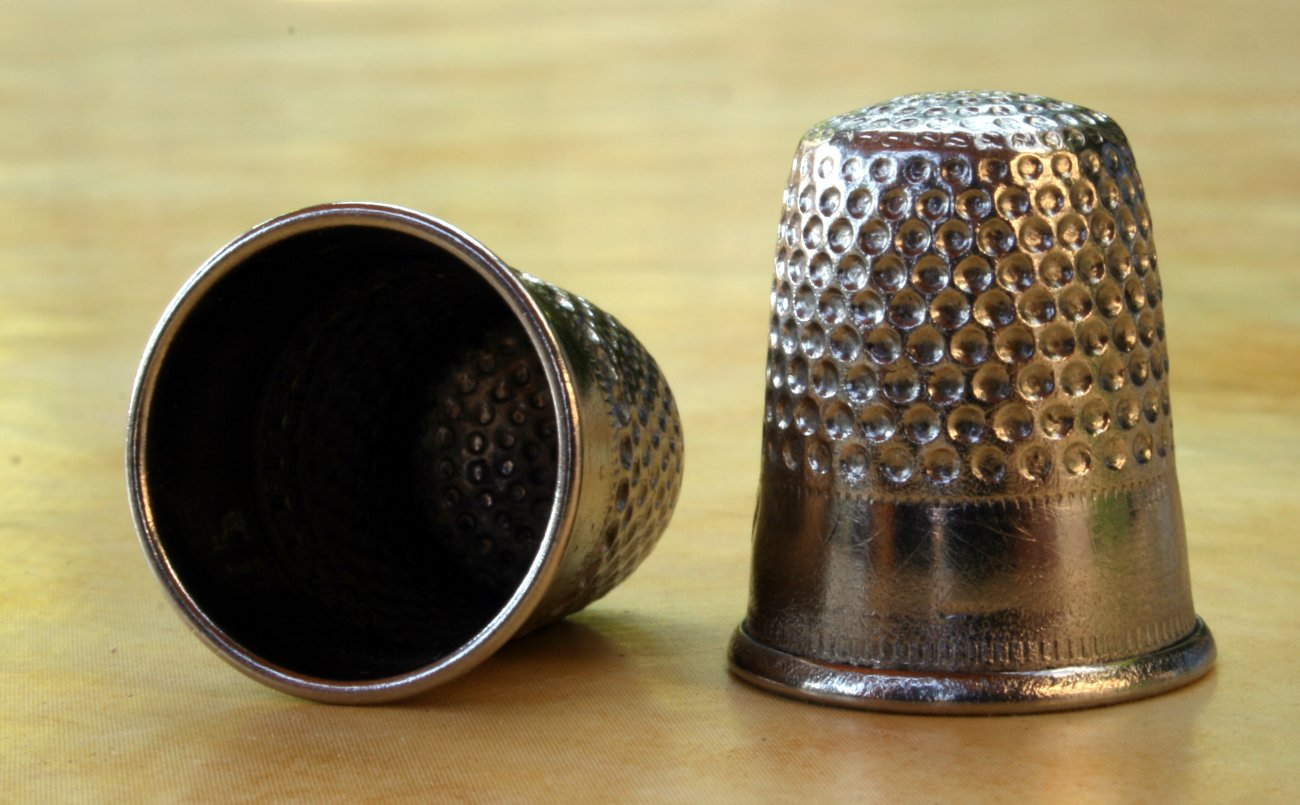
Naparstki

Naparstek – kapturek ochronny nakładany na palec podczas szycia. Zabezpiecza przed ukłuciem się igłą podczas wbijania jej w twardy materiał.
Potocznie naparstkiem nazywa się niewielką ilość cieczy, taką by się zmieściło w naparstku – pojęcie to pochodzi z początków XIX wieku, gdy naparstki stosowano jako miarki do mocnego alkoholu.

## Historia
Najstarszy naparstek (wykonany z brązu) znaleziono w Pompejach. Pochodzi z I wieku n.e. Prawdopodobnie najstarszy naparstek w Polsce (i jeden z najstarszych w Europie) znaleziono w czerwcu 2007 podczas wykopalisk archeologicznych w Sobkowie w województwie świętokrzyskim. Ma około 2000 lat. Zrobiono go z gliny. Bardzo przypomina dzisiejsze naparstki, ma jedynie grubsze ścianki. Wewnątrz naparstka zachował się ślad paznokcia osoby, która go wykonała z gliny lub użytkowała.
Zakłada się go na środkowy palec prawej ręki. Wierzch naparstka pokryty jest najczęściej wgłębieniami, o które opiera się uszko igły.
Wielkość naparstka należy dopasować do obwodu palca – zbyt duży zsuwa się z palca podczas pracy, zbyt mały uciska i powoduje drętwienie palca wynikające z utrudnienia krążenia krwi. W krawiectwie lekkim i bieliźniarstwie używa się naparstków z dnem, w krawiectwie ciężkim, przy szyciu tkanin grubych i ciężkich stosuje się naparstki bez dna.
Najczęściej naparstki wykonywane są z metalu, gumy, skóry, szkła, drewna albo porcelany. Dawniej robiono je też niekiedy z kości (w tym z kości słoniowej), rogu albo srebra. Niektóre były zdobione półszlachetnymi kamieniami. Naparstki są często przedmiotami kolekcjonerskimi.

## Nazwa
Określenie naparstek jest jednym z reliktów prasłowiańskiej nazwy palca: *pьrstъ, która zanikła w języku polskim, a zachowała się w cz. prst, chorw. prst czy lit. pirštas (patrz: wspólnota bałtosłowiańska).